# Tallkottkörtel

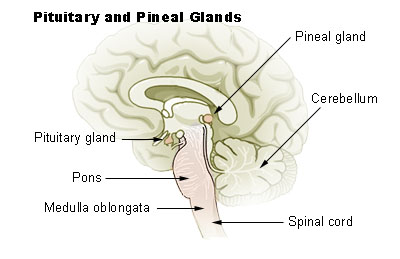
Tallkottkörteln utvisas av pilen med det engelska namnet Pineal gland

Tallkottkörteln eller epifysen (latin corpus pineale) är en endokrin körtel i hjärnan. Epifysen producerar hormonet melatonin, som bidrar till regleringen av kroppens dygnsrytm. Den konformade körteln väger 0,1–0,2 gram och utgör en utväxt stor som en halv ärta på mellanhjärnans tak, belägen vid bakre kanten av tredje ventrikeln.
Baserat på obduktionsfynd tror man att 21–40 procent av befolkningen under sin livstid utvecklar en cysta i anslutning till körteln, en så kallad pinealecysta. Denna är godartad och alltså inte relaterad till cancer. De upptäcks oftast av en slump i samband med röntgenundersökningar och betraktas i de flesta fall som bifynd. Orsaken till cystan är inte klarlagd.
De flesta cystor är små (80% är mindre än 10 mm) och ger inte upphov till symtom. Större cystor (över 15 mm) kan ibland orsaka tryck på omgivande vävnad eller störa cirkulationen av cerebrospinalvätska (hydrocephalus). Symptom på detta är i första hand huvudvärk, men även yrsel, synpåverkan, ljuskänslighet, sömnstörningar finns beskrivna. I sådana fall kan kirurgisk operation bli nödvändig för att hämma cystans tillväxt.  Av denna anledning görs ofta en upprepad CT eller MRI för att avgöra om cystan växer eller inte.

## Kulturhistoria
Epifysens funktion var länge okänd och omstridd. Filosofen Descartes ansåg att epifysen var sätet för själens interaktion med kroppen. En av anledningarna till detta var att han felaktigt trodde att människan är det enda djur som har en tallkottkörtel, samt att den till skillnad från många andra strukturer i hjärnan endast förekommer på ett ställe. Detta skrev han bland annat om i 31 artikeln i Avhandling om själens rörelser.